# Roy Etzel
Roy Etzel é um músico trompetista. 
" O Silencio" - Sunrise (1965)

## Discografia
- "O Silencio" - Sunrise (1965)

- Helga (1967)
- Soleado (1975)